# Ерик Берн
Д-р Ерик Бърн (или Берн) (на английски: Eric Berne) е американски психолог (лекар, MD degree), роден в Канада.

## Биография
Роден е на 10 май 1910 г. в Монреал, Канада, син на физик и писателка. Рожденото му име е Ерик Леонард Бернщайн, което той сменя на Ерик Бърн при получаването на американско гражданство през 1939 г. Дипломира се в университета „МакГил“, а завършва обучението си в Съединените щати, след което постъпва в армията на Съединените щати като психиатър. След войната се мести в Калифорния, където продължава своята работа като психиатър, но все повече се разочарова от психоаналитичните подходи на тогавашното време. В резултат Бърн започва развиването на нова и революционна теория, която той нарича „трансакционен анализ“. През 1958 г. той написва статия, озаглавена „Транзакционен анализ: Нов и ефективен метод на груповата терапия“, където представя своя нов подход.
След създаването на транзакционния анализ Ерик Бърн продължава развиването на своята теория като създава „Международната асоциация за транзакционен анализ“. Освен това публикува книгата „Игрите, които хората играят“ („Games People Play“) – може би най-популярният му труд.
Бърн води динамичен живот и продължава своята работа като психиатър до смъртта си през 1970 г. Женен е три пъти и има четири деца от първите си две съпруги. Умира без съпруга до себе си, но с много професионални постижения зад гърба си.

## Теория
Според Бърн в човешкото съзнание съществуват три его-състояния –  Родител (Р),  Дете (Д) и Възрастен (В). Първата от тях (Родителя) осъществява безкритичен запис на всичко, случващо се около (извън) индивида в най-малко първите пет години от живота му. Особено активно се записват етичните норми и оценки за околната среда дадени от страна на фактическия родител на индивида.
Детето осъществява запис на вътрешния емоционален живот на детето. Този запис също е безкритичен. Той отговаря за чувствата и е пряко свързан със способността за запомняне и разпознаване на лица и физиономии.
Възрастният започва да се формира между десетия и дванадесетия месец и това формиране продължава през целия съзнателен живот на индивида. Възрастният възприема жизнения опит на човека. На него се дължат жестовете и маниерите ни. Тази част от его-състоянията е критична. Тя подлага на съмнение оценките и решенията на Родителя и Детето (в себе си) въз основа на собствения си жизнен опит. Тя си задава въпроси и търси отговори. Според Бърн е възможно взаимодействие между различните его-състояния. В това взаимодействие се корени основата на учението на Бърн.